# F.C.G. Schøller
Frederik Carl Gustav Schøller (28. januar 1825 i Fredericia – 29. november 1911) var en dansk officer og sygehusdirektør.
Han var søn af generalløjtnant Georg Schøller og hustru Magdalene født Staal, blev sekondløjtnant 1843 og premierløjtnant 1848, deltog i de slesvigske krige 1848 og 1864 og blev karakteriseret kaptajn 1850. Schøller var tilforordnet det kgl. danske gesandtskab 1864 ved fredsslutningen i Wien og var kgl. dansk kommissær 1864-65 ved den internationale kommission til bestemmelse af den nye landegrænse samt til fordeling af de adskilte landsdeles hele kommunale formue mm.
Dernæst var Schøller stabschef ved Fyenske Brigade 1867-70, blev oberst 1873 og fik afsked fra Hæren 1885. Han fik så en civil stilling som direktør for Det kgl. Frederiks Hospital og Fødselsstiftelsen 1885-92. Han var Kommandør af 2. grad af Dannebrogordenen og Dannebrogsmand mm.
Han skrev: Forsvaret af Dybbølstillingen i 1864 og Frontstillingscommissionens Virksomhed i 1865, var medarbejder ved J.P. Traps Danmark (særlig Slesvig) og var hovedredaktør af Tidsskrift for Krigsvæsen 1866-69.
Han blev gift 1. gang med Vilhelmine Juliane Augusta baronesse Güldencrone (8. december 1831 i Skanderborg - 23. november 1858 i København), 2. gang med Frederikke Caroline Christiane baronesse Güldencrone (30. oktober 1845 i Nyborg - 2. februar 1868 i Nyborg), døtre af kammerherre, baron, amtsforvalter Christian Güldencrone og hustru født Bardenfleth.